# Bréhal
Bréhal é uma comuna francesa na região administrativa da Normandia, no departamento Mancha. Estende-se por uma área de 12,71 km². Em 2010 a comuna tinha 3 525 habitantes (densidade: 277,3 hab./km²).